# Ибс

Ибс (нем. Ybbs) — река в Австрии. Длина реки — 130 км. Расход воды — 30,2 м³/с.
Исток реки находится у города Мариацелль (Штирия), но в основном Ибс протекает по Земле Нижняя Австрия, впадая в Дунай в городе Ибс-на-Дунае.
Высота истока — 868 м над уровнем моря. Высота устья — 224 м над уровнем моря.
Другие известные населённые пункты на реке — Оппониц, Ибзиц, Вайдхофен-на-Ибсе, Амштеттен.